# کیمو کینونن
کیمو کینونن (فنلاندی: Kimmo Kinnunen؛ زادهٔ ۳۱ مارس ۱۹۶۸) پرتاب‌گر نیزه اهل فنلاند بود.